# Rhinella major
Espèce
Synonymes
- Bufo granulosus major Müller & Hellmich, 1936
- Bufo manicorensis Gallardo, 1961
- Bufo granulosus goeldii Gallardo, 1965
- Bufo granulosus minor Gallardo, 1965
- Bufo granulosus mini Gallardo, 1967

Rhinella major  est une espèce d'amphibiens de la famille des Bufonidae.

## Répartition
Cette espèce se rencontre dans le Gran Chaco et en Amazonie :
- au Brésil en Amapá et le long de l'Amazone, du río Beni, du rio Madeira, du rio Tapajós et du rio Xingu ;
- en Argentine dans le nord-ouest (provinces de Salta et de Jujuy) ;
- en Bolivie ;
- au Paraguay.

Sa présence est incertaine au Pérou et en Colombie.

## Description
Les mâles mesurent de 35,8 à 72,8 mm et les femelles de 33,9 à 81,1 mm.

## Publication originale
- Müller & Hellmich, 1936 : Amphibien und Reptilien. I. Teil: Amphibia, Chelonia, Loricata, Wissenschaftliche Ergebnisse der Deutschen Gran Chaco-Expedition. Amphibien und Reptilien, Strecker und Schröder, Stuttgart, p. 1-120.